# Carmen Rosales
Carmen Rosales (* 29. April 2002) ist eine spanische Leichtathletin, die sich auf den Weitsprung spezialisiert hat.

## Sportliche Laufbahn
Erste internationale Erfahrungen sammelte Carmen Rosales im Jahr 2025, als sie bei den World University Games in Bochum mit einer Weite von 6,45 m den fünften Platz belegte.
2025 wurde Rosales spanische Hallenmeisterin im Weitsprung.